# Strijelci
Strijelci (rus.:стрельцы́) bili su poseban vojni red, stajaća vojska naoružana vatrenim oružjem, koju je osnovao ruski car Ivan IV. Grozni. 
Strijelci su bili strogo uniformirani, naoružani primitivnim puškama arkebuzama, zatim srpastim sjekirama i sabljama. U borbi su obično bili statični pošto se od njih očekivalo da pruže stalnu paljbu iz zaklona. Ivan Grozni ih je s uspjehom koristio u ratovima protiv Tatara prilikom osvajanja Kazanja i Astrahana sredinom 16. stoljeća. Međutim, u ratovima protiv vojno razvijenijih protivnika poput Poljaka i Šveđana, Strijelci, kao i drugi odredi carske vojske, nisu bili toliko djelotvorni.
Ovaj vojni red bio je organiziran u pribore, zatim prikaze i, poslije 1681. godine, u pukove. Zapovjednik puka nazivao se glavom Strijelaca, a jedinica se dijelila na sotnije (stotine) i desjatke (desetine). Plaćani su gotovim novcem, ali i hranom. Strijelci su mogli biti konjanici (stremjaniji, od ruske riječi stremja, ali su uglavnom služili kao pješadija.
Također, dijelili su se i na vibornije, koji su prebivali u Moskvi, i gorodskije, koji su bili smješteni u provincijskim gradovima. U Moskvi su Strijelci služili kao carska garda, a također su obavljali službu policije i vatrogasaca. 
Tokom 17. stoljeća, Strijelci su postali nasljedna kasta, a njihov vojno značaje slabilo je zbog daljih vojnih reformi, koje su slijedile europske uzore. Ipak, kao garnizonski odredi Moskve i dalje su bili politički utjecajni. Poslije sudjelovanja u zavjeri protiv Petra Velikog, car ih je 1698. raspustio, a njihove vođe pobio. Strijelci su postepeno uklopljeni u regularne odrede i početkom 18. stoljeća prestaju postojati.